# Bovar Karim
Bovar Karim (Parijs, 4 mei 1984) is een Iraaks-Zweedse voetballer.
Karim speelde voor de Zweedse eerstedivisieclub Mabi, voordat de Zweeds jeugdinternational in 2005 bij Cambuur Leeuwarden een 3-jarig contract tekende. Eerder kwam Karim uit in de jeugdopleidingen van Feyenoord en Arsenal. Bij Cambuur speelde de aanvaller in zijn eerste seizoen 35 wedstrijden en maakte 6 doelpunten. In maart 2006 vertrok de Zweed alweer bij Cambuur, om vervolgens een nieuwe club te zoeken Zweden. Bovar Karim speelt nu bij IF Limhamn Bunkeflo. Hij speelde ook twee interlands voor de Iraakse nationale voetbalploeg.

## Carrière
- 2002-2005: Malmö FF
- 2005: Malmö ABI
- 2005-2007: SC Cambuur
- 2006–2009: Tromsø IL
  - 2010: Randaberg IL (huur)
- 2010: IFK Klagshamn
  - 2010: IF Limhamn Bunkeflo (huur)
- 2011-2012: IF Limhamn Bunkeflo
- 2013-... : Zakho FC